# Geyse
Geyse, précédemment Pretinha, de son nom complet Geyse da Silva Ferreira, née le 27 mars 1998 à Maragogi, est une joueuse internationale brésilienne de football évoluant au poste d'attaquante au Gotham FC.

## Biographie
Elle est née de Maria Cristina "Cris" Gomes da Silva, balayeuse de rue et employée de garderie qui a élevé Geyse et ses cinq frères et sœurs - Aline, Geovanne, Gisele, Alisson et José Willamys - en tant que mère célibataire,,. Le père de Geyse, un pêcheur, avait une relation abusive avec sa mère.
Geyse a joué au futsal pendant deux ans à Pernambuco. Elle joue ensuite au football pour l'União Desportiva Alagoana (UDA), une équipe basée à Maceió. Elle déménage ensuite au Centro Olímpico, où elle a fait des apparitions limitées.

### Carrière en club

#### Corinthians (2017)
Geyse fait ses débuts pour les Corinthians le 12 mars 2017, marquant lors d'une victoire 4-0 contre São Francisco. Tout au long de sa seule saison avec les Corinthians, elle a disputé 27 matches et marqué neuf buts.

#### Madrid CFF (2017–2018)
Geyse fait son premier passage dans la ligue espagnole en 2017 en signant au Madrid CFF nouvellement promu en première division, en provenance des Corinthians. Geyse ne fait que 11 apparitions et marque deux buts alors que Madrid CFF termine à la 10e place du championnat.

#### Benfica (2018–2019)
En mai 2018, il est annoncé que Geyse a signé pour Benfica, l'équipe nouvellement formée de Nacional II Divisão. Elle rejoint sa nouvelle équipe en septembre 2018, après la conclusion de ses engagements en équipe nationale pour le Brésil lors de la Coupe du Monde Féminine U-20 de la FIFA 2018. Elle fait ses débuts pour le club le 16 septembre, marquant cinq buts lors d'une victoire 28-0 contre Ponte Frielas. Le match suivant, elle marque cinq autres buts alors que Benfica battait Os Vidreiros 19-0. Son record personnel est de six buts lors d'un match contre Almeirim. Bien qu'elle ait marqué 42 buts en 21 matches de championnat, Geyse a terminé quatrième au classement du soulier d'or. Sa coéquipière du Benfica et internationale brésilienne Darlene a dominé le classement avec 80 buts. Benfica est sacré champion et est promu. Geyse marque neuf autres buts lors de la Taça de Portugal aidant Benfica à remporter le trophée lors de leur première saison,.
En janvier 2020, Benfica a résilié son contrat avec Geyse d'un commun accord.

#### Deuxième passage au Madrid CFF (2020-2022)
En janvier 2020, Geyse re-signe au Madrid CFF, qui figurait en bas du classement de la Primera División. Elle marque cinq buts en 5 matches de championnat avant la fin prématurée de la saison de championnat 2019-2020 en raison de la pandémie de COVID-19 en Espagne. Le 21 juillet 2020, elle prolonge son contrat avec le Madrid CFF jusqu'à la fin de la saison 2020-2021.
La saison suivante, le 21 avril 2021, elle marque en quart de finale de la Copa de la Reina 2020-21 lors d'une victoire 2-1 contre le Real Madrid. Le Madrid CFF affronte le FC Barcelone, futur triple vainqueur, en demi-finale, et Geyse a joué les 90 minutes dans une défaite 4-0.
Le 10 octobre 2021, elle marque quatre buts lors d'une victoire 5-4 du Madrid CFF contre le Real Betis,. En quarts de finale de la Copa de la Reina 2021-22, Geyse marque mais est expulsée avec un carton rouge. Madrid a fini par perdre le match en prolongation. Bien que Madrid CFF ait terminé 13e du championnat, elle a terminé sa deuxième saison au Madrid CFF avec 20 buts, un sommet en championnat. Elle remporte son premier titre Pichichi, qu'elle partage avec Asisat Oshoala de Barcelone, qui a également marqué 20 buts en championnat. Geyse est ainsi devenue la première sud-américaine de la ligue féminine espagnole à remporter les honneurs de meilleure buteuse.

#### Barcelone (2022–2023)

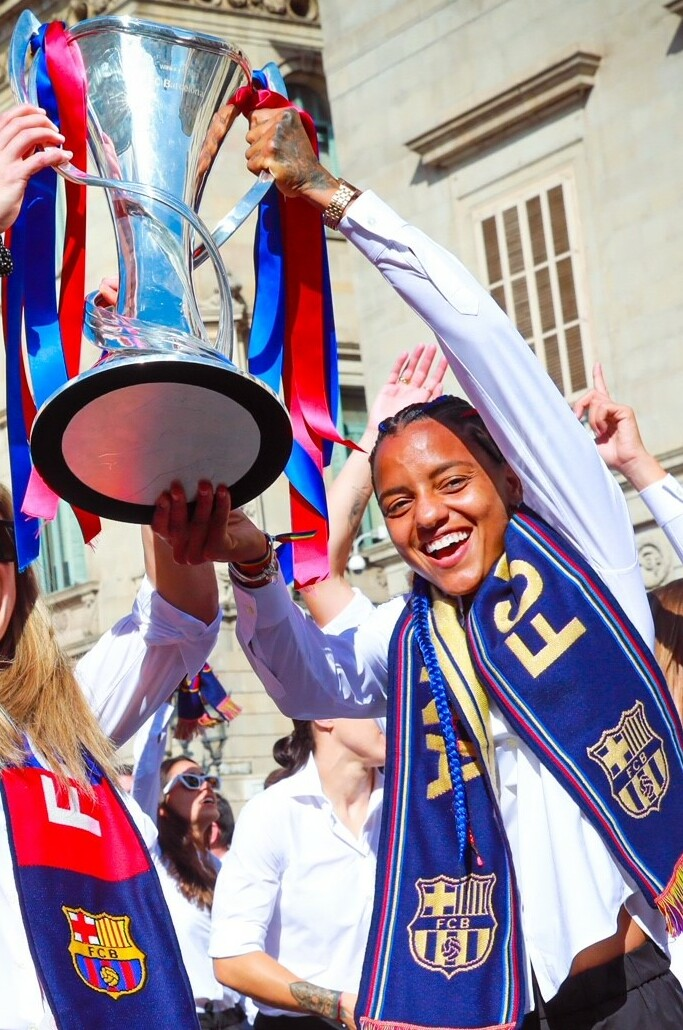
Geyse avec le trophée de l'UEFA Women's Champions League 2022-23

En juin 2022, le FC Barcelone a annoncé la signature de Geyse avec un contrat jusqu'en 2024. Pendant sa seule saison à Barcelone, elle remporte avec le club le championnat d'Espagne, la Supercoupe d'Espagne et la Ligue des Champions.

#### Manchester United (2023-maintenant)
Le 18 août 2023, le club anglais de Super League féminine Manchester United annonce la signature de Geyse.

### Carrière en sélection

#### Équipes nationales junior
En avril 2015, les performances de Geyse, 17 ans, pour União Desportiva lors de leur parcours jusqu'aux quarts de finale de la Copa do Brasil de Futebol Feminino 2015 l'ont amenée à être convoquée pour l'entraînement de l'équipe nationale féminine de football des moins de 20 ans du Brésil. Elle est devenue une joueuse importante pour le Brésil lors de l'édition 2016 de la Coupe du Monde Féminine U-20 de la FIFA.
Lors du Championnat sud-américain féminin U-20 2018, elle marque quatre buts en phase de groupes, avec un doublé lors d'une victoire 2-0 contre le Venezuela et un autre doublé lors d'une victoire 3-0 contre l'Uruguay. Dans la phase finale, elle marque une fois dans chaque match, avec un but lors du match du Brésil contre la Colombie, deux buts lors de son match contre le Venezuela et cinq buts lors de son dernier match contre le Paraguay, qui s'est terminé 8-1. Geyse termine meilleure buteuse du tournoi avec 12 buts au total en 7 matchs et est désignée comme joueuse du tournoi. Elle a ensuite concouru avec le Brésil lors de sa deuxième Coupe du Monde Féminine U-20 de la FIFA en août 2018. Le Brésil a terminé deuxième du groupe B avec 1 point, Geyse inscrivant un but dans une défaite 1–2 contre la Corée du Nord.

#### Équipe nationale senior
Geyse fait ses débuts dans l'équipe nationale féminine senior de football du Brésil en septembre 2017 en tant que remplaçante lors d'une victoire 4-0 contre le Chili. Elle est sélectionnée dans l'équipe brésilienne de 23 joueuses pour la Coupe du Monde Féminine de la FIFA 2019 en France, après une saison prolifique avec le Benfica. Elle fait deux apparitions dans la Coupe du Monde Féminine du Brésil 2019, leur premier match de phase de groupes contre la Jamaïque et leur défaite en quart de finale contre la France. Geyse marque son premier but en équipe nationale senior lors de la SheBelieves Cup 2021, le quatrième but du Brésil lors d'une victoire 4-1 contre l'Argentine.
Elle participe aux Jeux olympiques d'été de 2020 organisés à Tokyo.

## Vie privée
Geyse a offert une maison à sa mère et à ses frères et sœurs avec l'argent qu'elle a gagné grâce au football. Geyse a le visage de sa mère tatoué sur son bras gauche,.

## Palmarès
Benfica Lisbonne
- Coupe du Portugal (1) : 2019

 FC Barcelone
- Championnat d'Espagne (1) : 2023
- Supercoupe d'Espagne (1) : 2023
- Ligue des champions (1) : 2023

 Manchester United
- Vainqueur de la Coupe d'Angleterre en 2024.

 Brésil
- Copa América (1) : 2022

## Statistiques
| Club                  | Saison                | Championnat            | Championnat | Championnat | Coupes(s) nationale(s) | Coupes(s) nationale(s) | League Cup | League Cup | Compétition(s) continentale(s) | Compétition(s) continentale(s) | Autres | Autres | Total | Total |
| Club                  | Saison                | Division               | M           | B           | M                      | B                      | M          | B          | M                              | B                              | M      | B      | M     | B     |
| --------------------- | --------------------- | ---------------------- | ----------- | ----------- | ---------------------- | ---------------------- | ---------- | ---------- | ------------------------------ | ------------------------------ | ------ | ------ | ----- | ----- |
| Centro Olímpico       | 2016                  | Campeonato Brasileiro  | 2           | 0           | 0                      | 0                      | —          | —          | —                              | —                              | 0      | 0      | 2     | 0     |
| Corinthians           | 2017                  | Campeonato Brasileiro  | 14          | 1           | 0                      | 0                      | —          | —          | —                              | —                              | 2      | 1      | 16    | 2     |
| Madrid CFF            | 2017–18               | Primera División       | 11          | 2           | —                      | —                      | —          | —          | —                              | —                              | —      | —      | 11    | 2     |
| Benfica               | 2018–19               | Campeonato Nacional II | 21          | 42          | 8                      | 9                      | —          | —          | —                              | —                              | —      | —      | 29    | 51    |
| Benfica               | 2019–20               | Campeonato Nacional    | 9           | 7           | 1                      | 1                      | —          | —          | —                              | —                              | —      | —      | 10    | 8     |
| Benfica               | Total                 | Total                  | 30          | 49          | 9                      | 10                     | 0          | 0          | 0                              | 0                              | 0      | 0      | 39    | 59    |
| Madrid CFF            | 2019–20               | Primera División       | 5           | 5           | 2                      | 0                      | —          | —          | —                              | —                              | —      | —      | 7     | 5     |
| Madrid CFF            | 2020–21               | Primera División       | 26          | 9           | 2                      | 1                      | —          | —          | —                              | —                              | —      | —      | 28    | 10    |
| Madrid CFF            | 2021–22               | Primera División       | 27          | 20          | 2                      | 2                      | —          | —          | —                              | —                              | —      | —      | 29    | 22    |
| Madrid CFF            | Total                 | Total                  | 58          | 34          | 6                      | 3                      | 0          | 0          | 0                              | 0                              | 0      | 0      | 64    | 37    |
| FC Barcelone          | 2022–23               | Primera División       | 24          | 6           | 0                      | 0                      | —          | —          | 10                             | 4                              | 2      | 0      | 36    | 10    |
| Manchester United     | 2023–24               | Women's Super League   | 5           | 1           | 0                      | 0                      | 1          | 1          | 2                              | 0                              | —      | —      | 8     | 2     |
| Total sur la carrière | Total sur la carrière | Total sur la carrière  | 144         | 93          | 15                     | 13                     | 1          | 1          | 11                             | 4                              | 5      | 0      | 172   | 111   |